# Réfutation
La réfutation est un procédé logique consistant à prouver la fausseté ou l'insuffisance d'une proposition ou d'un argument 

## Domaines d'application
La réfutation s'applique dans tous les domaines où la question du savoir est importante : qu'il s'agisse en religion de savoir ce que Dieu demande aux hommes, en philosophie de savoir si Dieu peut exister, en astronomie de quoi sont faites les planètes, en géométrie quelles sont les propriétés du triangle, en politique s'il faut privatiser ou nationaliser une entreprise. En psychologie, l’inoculation psychologique utilise la réfutation pour solidifier la résistance aux messages de persuasion lors de l’apprentissage de nouveaux concepts. Partout où il y a argumentation pour justifier un savoir, il y a aussi discussion de la certitude de ce savoir, autrement dit contre-argumentation ou réfutation. Quand la discussion s'approfondit ou s'envenime, il ne sera pas rare d'assister à des réfutations de réfutations quand les preuves proposées pour montrer la fausseté d'une proposition sont à leur tour réfutées (on appelle objection, une réfutation simple et instance la réfutation d'une réfutation ou la réfutation d'une réponse à une objection). 
Le degré d'abstraction et de rigueur de ces réfutations variera naturellement selon la capacité de recul des intervenants par rapport à leurs émotions et intérêts personnels, mais aussi selon que la discipline où ces discussions ont lieu se prêtent plus ou moins à un vif investissement émotionnel. Aussi une réfutation mathématique ne ressemblera que peu à une réfutation en politique, mais les fondements logiques restent au moins dans les principes de ces domaines les mêmes depuis Aristote : un chat est un chat (principe d'identité), il est impossible d'affirmer une chose et son contraire en même temps (principe de non contradiction), tout ce qui existe doit avoir une cause ou rien ne peut exister sans cause (principe de raison suffisante) etc.

## Formes de réfutation
Au sens logique, une réfutation est dite directe si elle remet en cause les prémisses d'un raisonnement ou bien indirecte si ce sont les conséquences logiques de la proposition à réfuter qui sont utilisées pour montrer son impossibilité ou son absurdité. Elle peut également être valide si elle respecte rigoureusement les règles de la logique ou sophistique si au contraire elle ne les respecte qu'en apparence.

### Réfutation directe
- Procédés valides
  - La réfutation du contenu d'une prémisse consiste à montrer sa fausseté par un contre-exemple ou sa contradiction avec d'autres propositions déjà démontrées. Soit par exemple le syllogisme "Tout ce qui est rare est cher, or un cheval bon marché est rare, donc un cheval bon marché est cher" : il faut que tout ce qui est rare soit cher puisqu'un cheval peut à la fois ne pas être cher et être rare.
  - La réfutation de la forme d'un raisonnement : dénonciation d'une pétition de principe, d'amphibologie, d'argument d'autorité et d'autres sophismes jouant sur la forme du raisonnement plutôt que sur le fond.
  - La réfutation de l'enchaînement d'un raisonnement : dénonciation de Non sequitur.

- Procédés sophistiques
  - Fausse réfutation du contenu d'une prémisse : on fait dire à cette prémisse autre chose, d'approchant et de plus général, de façon à lui opposer plus facilement des contre-exemples, d'autres propositions communément admises ou d'autres procédés sophistiques.
  - Réfutation d'autorité : comme dans l'argument d'autorité, on utilise les dires d'une autorité reconnue, non pour affirmer une proposition mais pour la nier.
  - Utilisation de connotations péjoratives, reformulation sous forme détestable de la thèse adverse (voir Argumentum ad odium) ou utilisation abusive de termes péjoratifs pour la qualifier en général (C'est du fascisme, du racisme, de l'extrémisme…)
  - Attaque personnelle : on s'en prend à l'auteur de la thèse plutôt qu'à la thèse elle-même pour suggérer qu'avant même les prémisses, leur auteur est faux ou odieux en lui-même (cf. Attaque ad hominem).
  - Faire passer une prémisse trop subtilement différente de la conclusion pour une pétition de principe.

### Réfutation indirecte
- Procédés valides
  - Le contre-exemple est le mode de réfutation indirect le plus courant. Soit par exemple l'affirmation "Tous les oiseaux peuvent voler de leurs propres ailes", l'exemple de l'autruche suffira à montrer que cette proposition est fausse ou à nuancer. C'est un procédé indirect car ce ne sont pas les prémisses qui servent à nier cette proposition mais sa conséquence, dans notre exemple, la réfutation pourrait s'expliciter de la façon suivante : si tous les oiseaux peuvent voler, alors l'autruche n'est pas un oiseau or elle est bien un oiseau, donc il est faux de dire que tous les oiseaux peuvent voler. Si un seul exemple ne suffit pas à prouver la validité d'une règle générale, il suffit d'un seul contre-exemple pour prouver qu'une règle générale est fausse.
  - L'apagogie (raisonnement par l'absurde) consiste à montrer que la thèse aboutit à des conséquences absurdes, en contradiction avec d'autres thèses évidentes ou déjà démontrées. À la différence de la démonstration par l'absurde positive, qui sert à justifier indirectement sa position, on se contente ici de montrer la fausseté d'une thèse.

- Procédés sophistiques
  - Le faux contre-exemple consiste à opposer un cas particulier qui ne correspond pas exactement à la proposition qu'on se propose de réfuter. C'est notamment le cas lorsqu'on en étend abusivement la généralité : par exemple, à la proposition "les hommes sont tous égaux en droits", le contradicteur répond, ignorant la nuance en droits : "si c'était vrai, alors mon voisin ne serait pas plus grand que moi".
  - Fausse apagogie : confusion entre ce qui est logiquement impossible et ce qui est simplement désagréable (Ex. S'il fallait préférer le vrai au mensonge, on perdrait toutes nos illusions) ou caricature des conséquences possibles d'une thèse (Si les parents d'élèves doivent participer à la vie éducative du lycée, alors on va bientôt leur demander de faire les cours) (voir Argumentum ad consequentiam).